# Cristhian Urquiza
Cristhian Humberto Urquiza López (La Ceiba, Departamento de Atlántida, 21 de enero de 1995) es un futbolista hondureño de origen salvadoreño. Juega como Portero y su equipo actual es el Real Sociedad de la Liga Nacional de Honduras.

## Trayectoria
Cristhian fue formado en las reservas del Victoria de La Ceiba. Debido a su escasa participación con el primer equipo jaibo, en 2012 Victoria decide prestarle sus servicios deportivos al Unión Sabá de la Liga de Ascenso, equipo que finalmente terminó quedándose con la ficha del jugador. A mediados de 2014 es contratado por el Real Sociedad, con el cual logró el subcampeonato del Apertura 2014 de la Liga Nacional de Honduras.

## Clubes
| Club          | País     | Año         |
| ------------- | -------- | ----------- |
| Victoria      | Honduras | 2012        |
| Unión Sabá    | Honduras | 2012 - 2014 |
| Real Sociedad | Honduras | 2014 -      |